# Hotelsinus
Zizics "Fanta" László (1975), művésznevén Hotelsinus magyar hangmérnök és zeneszerző, a Hotelsinus Records alapítója. Elsősorban elektronikus zenei albumairól és videójátékok hangtervezőjeként ismert.

## Munkássága
1992 környékén kezdett elektronikus zeneszerzéssel foglalkozni különféle eszközök segítségével, mint az Amiga Protracker és később a Renoise. A kilencvenes években hardocre techno és breakbeat zeneszerző volt az Evilcube együttesben.
2001 óta videójátékokhoz is készít hanghatásokat és zenéket, illetve saját készítésű zeneszerző alkalmazásokat is tervezett, mint a Nintendo DS platformra fejlesztett ToneSynthDS.
Zizics a budapesti játékfejlesztő stúdió, a NeocoreGames vezető hangtervezője, szakterülete elsősorban hangeffektusok és hangkeverés.
2025-ben megalapította a Hotelsinus Records kiadót, elsősorban azért, hogy a fiatal, feltörekvő elektronikus zenészeket segítse.

## Videójátékok
Zizics 2001 óta több videójáték hanghatásainak és zenéinek elkészítésében közreműködött.
- King Arthur: Legion IX (2024)
- King Arthur: Knight's Tale (2021)
- Warhammer 40,000: Inquisitor - Martyr (2017)
- Crashday: Redline Edition (2017)
- The Incredible Adventures of Van Helsing III (2015)
- Deathtrap (2015)
- The Incredible Adventures of Van Helsing II (2014)
- KickBeat (2014)
- The Incredible Adventures of Van Helsing (2013)
- Thunder Wolves (2013)
- Mystery Tales 2: The Spirit Mask (2011)
- Picture Puzzle Collection (2010)
- Battlestations: Pacific (2009)
- Silent Hill: Origins (2007)
- Battlestations: Midway (2007)
- L.A. Street Racing (2006)
- Crashday (2006)
- Cross Racing Championship 2005 (2005)
- Santa Ride! (2004)
- Monster Garage (2004)

## Diszkográfia
Zizics albumai jellemzően az elektronikus zene műfajában alkot, dubstep és drum and bass stíluselemek felhasználásával, illetve többek között olyan művészek hatottak rá, mint a The Prodigy vagy Roni Size.
- Midnight Rave
- Serpents Reign
- Shutter
- Back from the Other Planet
- Stepping Through Shadows
- Unreality
- Blind Visions
- Jungle Demon
- Dark Religion
- Fire
- Atmkmny